# گمینا میندزیزدرویه
گمینا میندزیزدرویه (لهستانی: Gmina Międzyzdroje؛ ‏pronounced ['mʲɛnd͡zɨˈzdrɔjɛ]) یک گمینا در لهستان است که در شهرستان کامینگ واقع شده‌است. گمینا میندزیزدرویه ۱۱۷٫۱۷ کیلومتر مربع مساحت و ۶٬۴۷۷ نفر جمعیت دارد.